# Brunner Győző
Brunner Győző (Budapest, 1943. április 5. – Kanada, 2021. február 18.) magyar dobos.

## Pályafutása
1965-től a Metro együttes dobosa volt, az 1960-as évek végén Frenreisz Károllyal külföldön vendéglátózott egy rövid ideig, ezalatt Veszelinov András és Rédey Gábor helyettesítette őket.
1972-től a Taurusban dobolt, majd zenekarvezető lett. Mivel az együttesből egyedül neki volt telefonja, az ő telefonszámát csapták hozzá a névhez (Taurus EX-T: 25-75-82). Brunner ötletére csatlakozott a lágyabb stílust képviselő Zorán is az együtteshez, ám a rajongók nem fogadták el őt, sem pedig Som Lajos távozását, ezért 1973 márciusában Brunner bejelentette a Taurus felbomlását.
Balázs Fecóval megalapította a Korál együttest, amelyben 1974-től 1976-ig dobolt. Később dobtanárként is tevékenykedett. 
Két házasságából egy-egy fia született. 
Utolsó éveiben Kanadában élt.